# Juegos de la Micronesia 2001
Los Juegos de la Micronesia 2001 fueron la segunda edición de dicho torneo y se jugó en Tomil, Yap, parte de los Estados Federados de Micronesia.
A diferencia del torneo anterior, que incluyó a seleccionados de países soberanos, este campeonato solo involucró a los combinados de tres de los cuatro estados de los Estados Federados de Micronesia. Chuuk, Pohnpei y Yap fueron los equipos involucrados, mientras que Kosrae fue excluido por no poseer fútbol organizado en su territorio.
Finalmente, Yap se llevó el título luego de vencer en la final a Chuuk.

## Participantes
| Equipos participantes | Equipos participantes | Equipos participantes |
| --------------------- | --------------------- | --------------------- |
| Yap                   | Pohnpei               | Chuuk                 |

## Resultados

### Primera ronda
| Equipo  | Pts | PJ | PG | PE | PP | GF | GC | Dif |
| ------- | --- | -- | -- | -- | -- | -- | -- | --- |
| Yap     | 4   | 2  | 1  | 1  | 0  | 6  | 1  | 5   |
| Chuuk   | 3   | 2  | 1  | 0  | 1  | 2  | 6  | -4  |
| Pohnpei | 1   | 2  | 0  | 1  | 1  | 2  | 3  | -1  |

| Fecha       | Lugar |         |                   | Resultado |                   |         |
| ----------- | ----- | ------- | ----------------- | --------- | ----------------- | ------- |
| 23 de julio | Tomil | Yap     | Bandera de Yap    | 5:0       |                   | Chuuk   |
| Julio       | Tomil | Pohnpei | Bandera de Ponapé | 1:1       | Bandera de Yap    | Yap     |
| Julio       | Tomil | Chuuk   |                   | 2:1       | Bandera de Ponapé | Pohnpei |

### Final
| Fecha       | Lugar |     |                | Resultado |  |       |
| ----------- | ----- | --- | -------------- | --------- |  | ----- |
| Julio       | Tomil | Yap | Bandera de Yap | 0:0       |  | Chuuk |
| 27 de julio | Tomil | Yap | Bandera de Yap | 1:0       |  | Chuuk |

| Bandera de Yap |
| Campeón Yap    |
| Primer título  |